# Твиди, Томас
Томас Митчелл Марч Твиди (англ. Thomas Mitchell March Tweedie;4 марта 1871 года — 4 октября 1944 года) — канадский консервативный политик и юрист. Член Законодательного собрания Альберты (1911—1917), член Палаты общин Канады (1917—1921) от провинции Альберта.

## Биография
Томас Твиди родился 4 марта 1871 года в Ривер-Джон, Новая Шотландия. В 1902 году он окончил Университет Маунт-Эллисон со степенью бакалавра искусств. В 1905 году окончил Гарвардскую школу права, получив степень юриста. В 1907 году вступил в коллегию адвокатов и начал заниматься юридической практикой.
Впервые был избран в Законодательное собрание Альберты в 1911 году на довыборах в двухмандатном округе Калгари. Будучи кандидатом от местных консерваторов, победил Томаса Скиннера — популярного депутата городского совета, который был выдвинут либералами. В Заксобрании Твиди занял место перешедшего в федеральную Палату общин Ричарда Беннетта, будущего премьер-министра Канады.
На провинциальных выборах 1913 года Твиди был переизбран в Законодательное собрание от одномандатного округа Центр Калгари (после избирательной реформы, проведённой правительством Артура Сифтона, из округа Калгари было выделено два новых), с большим отрывом победив кандидата от либералов Джона Макдугалла. Однако на выборах, прошедших в июне 1917 года, он проиграл кандидату лейбористов Алексу Россу.
Потерпев неудачу на выборах в Альберте, Твиди решил попробовать силы в федеральной политике. В декабре 1917 года в Канаде состоялись федеральные выборы, на которых он стал кандидатом от Юнионистской партии в только что учреждённом округе Калгари Запад. На выборах одержал убедительную победу, набрав 73 % голосов избирателей.
В Палате общин Твиди проработал один срок, оставаясь депутатом до роспуска парламента в 1921 году. 14 октября 1921 года, несколько дней спустя после роспуска, его назначили судьёй, и в этой должности он прослужил 23 года. 16 августа 1944 года 73-летнему Твиди дали должность главного судьи, однако уже 4 октября того же года он скончался.